# 초기하함수
초기하함수(超幾何函數, 영어: hypergeometric function)는 기하급수를 일반화시키는 일련의 특수 함수들이다. 일련의 거듭제곱 급수로 나타내어지고, 어떤 선형 상미분 방정식을 만족시킨다.

## 정의
초기하 미분 방정식(영어: hypergeometric differential equation)은 미지 함수 {\displaystyle w(z)}에 대한, 다음과 같은 꼴의 {\displaystyle \max\{p,q+1\}}차 선형 상미분 방정식이다.
{\displaystyle z\prod _{n=1}^{p}\left(z{\frac {d}{dz}}+a_{n}\right)w(z)=z{\frac {d}{dz}}\prod _{n=1}^{q}\left(z{\frac {d}{dz}}+b_{n}-1\right)w(z)}
여기서
{\displaystyle \mathbf {a} =(a_{1},\dots ,a_{p})\in \mathbb {R} ^{p}}
{\displaystyle \mathbf {b} =(b_{1},\dots ,b_{q})\in \mathbb {R} ^{q}}
는 임의의 상수들이다. 이 방정식의 해는 다음과 같은 급수로 전개시킬 수 있다.
{\displaystyle {}_{p}F_{q}(\mathbf {a} ;\mathbf {b} ;z)=\sum _{n=0}^{\infty }{\frac {(\mathbf {a} )_{n}}{(\mathbf {b} )_{n}}}{\frac {z^{n}}{n!}}}
여기서
{\displaystyle (x)_{n}=x(x+1)\cdots (x+n-1)}
은 상승 포흐하머 기호이며,
{\displaystyle (\mathbf {a} )_{n}=(a_{1})_{n}(a_{2})_{n}\cdots (a_{p})_{n}}
{\displaystyle (\mathbf {b} )_{n}=(b_{1})_{n}(b_{2})_{n}\cdots (b_{q})_{n}}
이다. 이 급수 {\displaystyle {}_{p}F_{q}}를 초기하급수(영어: hypergeometric series)라고 하며, 만약 이 급수가 수렴하는 경우 초기하함수라고 한다.

## 성질
정의에 따라, 초기하함수 {\displaystyle {}_{p}F_{q}(\mathbf {a} ;\mathbf {b} ;z)}는 {\displaystyle \{a_{1},\dots ,a_{p}\}}나 {\displaystyle \{b_{1},\dots ,b_{q}\}}의 순서에 관계없다. 또한, 만약 {\displaystyle \{a_{1},\dots ,a_{p}\}}와 {\displaystyle \{b_{1},\dots ,b_{q}\}}에 교집합이 있으면, 이들을 서로 약분할 수 있다. 예를 들어 {\displaystyle a_{p}=b_{q}}라면
{\displaystyle {}_{p}F_{q}(a_{1},\dots ,a_{p};b_{1},\dots ,b_{q};z)={}_{p-1}F_{q-1}(a_{1},\dots ,a_{p-1};b_{1},\dots ,b_{q-1};z)}
이다.

### 미분
급수 전개에 따라, 초기하함수의 미분은 다음과 같다.
{\displaystyle {\frac {d^{n}}{dz^{n}}}{}_{p}F_{q}(\mathbf {a} ;\mathbf {b} ;z)={\frac {(\mathbf {a} )_{n}}{(\mathbf {b} )_{n}}}{}_{p}F_{q}(\mathbf {a} +n;\mathbf {b} +n;z)}
여기서 {\displaystyle \mathbf {a} +n=(a_{1}+n,a_{2}+n,\dots ,a_{p}+n)}이며, {\displaystyle \mathbf {b} +n}의 경우도 마찬가지다.

### 모노드로미
복소 상미분 방정식
{\displaystyle z\left(z{\frac {d}{dz}}+\alpha _{1}\right)\cdots \left(z{\frac {d}{dz}}+\alpha _{n}\right)f=\left(z{\frac {d}{dz}}+\beta _{1}-1\right)\cdots \left(z{\frac {d}{dz}}+\beta _{n}-1\right)f}
의 {\displaystyle n}개의 선형 독립 해는
{\displaystyle z^{1-\beta _{i}}{}_{n}F_{n-1}(\alpha _{1}-\beta _{i}+1,\dots ,\alpha _{n}-\beta _{n}+1;\beta _{1}-\beta _{i},\dots ,{\widehat {\beta _{i}-\beta _{i}+1}},\dots ,\beta _{n}-\beta _{i}+1;z)\qquad (i=1,\dots ,n)}
이다. (여기서 {\displaystyle \cdots {\hat {x}}\cdots }는 {\displaystyle x}를 제외한 목록을 뜻한다.) 이는 푹스 방정식(해가 정칙 특이점만을 갖는 방정식)이며, 리만 구 위의 (정칙) 특이점은 {\displaystyle \{0,1,{\widehat {\infty }}\}\in {\hat {\mathbb {C} }}}이다. 이들은 특이점 근처에서 모노드로미를 가진다.
- {\displaystyle 1} 근처에서, 초기하 방정식은 {\displaystyle n-1}개의 선형 독립 해들을 갖는다. 나머지 하나의 해는 1 근처에서 모노드로미를 가지므로 포함되지 않는다.
- {\displaystyle 0} 또는 {\displaystyle {\widehat {\infty }}} 근처에서, 초기하 방정식의 해들은 항상 모노드로미를 가지므로, 이 근처에서는 일반적으로 해가 존재하지 않는다.
- {\displaystyle z\neq 0,1,{\widehat {\infty }}} 근처에서는 {\displaystyle n}개의 선형 독립 해가 존재한다.

어떤 밑점 {\displaystyle z_{0}\in {\hat {\mathbb {C} }}\setminus \{0,1,{\widehat {\infty }}\}} 근처에서의 위 방정식의 해의 벡터 공간을 {\displaystyle V_{z_{0}}(\alpha _{1},\dots ,\alpha _{n};\beta _{1},\dots ,\beta _{n})}라고 하자. 이는 {\displaystyle n-1}차원의 복소 벡터 공간이다. 그렇다면, 모노드로미에 따라서 기본군의 다음과 같은 군 표현이 존재한다.
{\displaystyle \phi \colon \pi _{0}({\hat {\mathbb {C} }}\setminus \{0,1,{\widehat {\}}};z_{0})\to \operatorname {GL} (V_{z_{0}})}
임의의 {\displaystyle i\in \{1,\dots ,n\}}에 대하여, 초기하 함수
를 생각하자. 그렇다면 기본군 {\displaystyle \pi _{0}({\hat {\mathbb {C} }}\setminus \{0,1,{\widehat {\}}};z_{0})=\langle g_{0},g_{1},g_{\infty }|g_{0}g_{1}g_{\infty }=1\rangle }의 작용은 다음과 같다.
- {\displaystyle \phi (g_{0})}의 고윳값은 {\displaystyle \exp(-2\pi i\beta _{i})}이다 {\displaystyle (i=1,\dots ,n)}.
- {\displaystyle \phi (g_{\infty })}의 고윳값은 {\displaystyle \exp(2\pi i\alpha _{i})}이다 {\displaystyle (i=1,\dots ,n)}.
- {\displaystyle \phi (g_{1})}은 중복수가 {\displaystyle n-1}인 고윳값 1을 갖는다.

이 조건을 충족시키는 군 표현은 유일하며, 이를 초기하군 {\displaystyle H(\alpha _{i},\beta _{i})}라고 한다.

## 예

### 0F0
{\displaystyle {}_{0}F_{0}(;;z)=\exp z}는 지수 함수이다.

### 1F0
{\displaystyle {}_{1}F_{0}(a;;z)=(1-z)^{-a}}는 기하급수이다. 이로부터 "초기하"라는 이름이 유래하였다.

### 0F1
{\displaystyle {}_{0}F_{1}(;b;z)}는 합류 초기하 극한 함수(영어: confluent hypergeometric limit function)라고 하며, 다음과 같이 베셀 함수로 나타낼 수 있다.
{\displaystyle J_{\alpha }(x)={\frac {({\tfrac {x}{2}})^{\alpha }}{\Gamma (\alpha +1)}}{}_{0}F_{1}\left(;\alpha +1;-{\tfrac {1}{4}}x^{2}\right)}

### 1F1
{\displaystyle {}_{1}F_{1}(a;b;z)}는 제1종 합류 초기하함수(영어: confluent hypergeometric function of the first kind)라고 한다.

### 2F1
{\displaystyle {}_{2}F_{1}(a,b;c;z)}는 가우스 초기하함수(영어: Gaussian hypergeometric function)라고 하며, 초기하함수 가운데 가장 자주 등장한다. 보통 첨자의 언급 없이 "초기하함수"라고 하면 가우스 초기하함수를 가리킨다.
가우스 초기하함수의 특수한 경우로는 다음을 들 수 있다.
{\displaystyle 2z{}_{2}F_{1}(1/2,1;3;z^{2})=\arcsin z}
{\displaystyle {\frac {\pi }{2}}{}_{2}F_{1}(1/2,1/2;1;z^{2})=K(z)=\int _{0}^{1}{\frac {dx}{\sqrt {(1-x^{2})(1-z^{2}x^{2})}}}}
여기서 {\displaystyle K(z)}는 제1종 타원적분이다.

### nFn−1
{\displaystyle {}_{n}F_{n-1}}을 {\displaystyle n}차 클라우센-토메 초기하함수(영어: Clausen–Thomae hypergeometric function)라고 한다. 이는 토마스 클라우센(덴마크어: Thomas Clausen)과 카를 요하네스 토메(독일어: Carl Johannes Thomae)의 이름을 땄다. 이는 기하급수 {\displaystyle {}_{1}F_{0}} 및 가우스 초기하함수 {\displaystyle {}_{2}F_{1}}의 일반화이며, 가우스 초기하함수와 마찬가지로 흥미로운 모노드로미 이론을 갖는다.

## 참고 문헌
- Beukers, F. (2007). 〈Gauss’ hypergeometric function〉 (PDF).   Rolf-Peter Holzapfel. 《Arithmetic and Geometry around Hypergeometric Functions》. Progress in Mathematics (영어) 260. Birkhäuser. 23–42쪽. Zbl 1118.14012.
- 大島, 利雄 (2013년 3월). 〈An elementary approach to the Gauss hypergeometric function〉. 《Representation Theory of Algebraic Groups and Related Topics: Proceedings of the workshop on Representation Theory, September 15,16, 2012, Josai University》. Josai Mathematical Monographs (영어) 6. 3–23쪽. ISSN 1344-7777.
- Beukers, F. (2014년 1월). “Hypergeometric functions: how special are they?”. 《Notices of the American Mathematical Society》 (영어) 61 (1): 48–56. doi:10.1090/noti1065.
- Gasper, George; Mizan Rahman (2004). 《Basic hypergeometric series》. Encyclopedia of Mathematics and Its Applications (영어) 96 2판. Cambridge University Press. doi:10.1017/CBO9780511526251. ISBN 0-521-83357-4. Zbl 1129.33005.
- Yoshida, Masaaki (1997). 《Hypergeometric functions, my love: modular interpretations of configuration spaces》. Aspects of Mathematics (영어) 32. Vieweg+Teubner. doi:10.1007/978-3-322-90166-8. ISBN 978-3-322-90168-2. ISSN 0179-2156. MR 1453580. Zbl 0889.33008.
- Slater, Lucy Joan (1966). 《Generalized hypergeometric functions》 (영어). Cambridge University Press. ISBN 0-521-06483-X. MR 0201688. Zbl 0135.28101.